# Pervomajskaja
Pervomajskaja (in russo Первомайская?, che significa "Stazione del 1º maggio"), è una stazione della linea Arbatsko-Pokrovskaja, la linea numero 3 della metropolitana di Mosca. Prima dell'attuale stazione, aperta nel 1961, esisteva un'altra stazione omonima temporanea, ora chiusa, situata nel deposito Izmajlovo presso l'attuale Izmajlovskaja.
La stazione fu la prima ad essere costruita con il classico design a pilastri e volte, che sarebbe stato dominante nelle altre stazioni della metropolitana sia della capitale russa che delle altre città dell'ex Unione Sovietica; in particolare, questa stazione presenta pilastri in marmo rosso e muri piastrellati. Gli architetti furono M. F. Markovskij e Ya. V. Tatarzhinskaja.